# AirRail Link

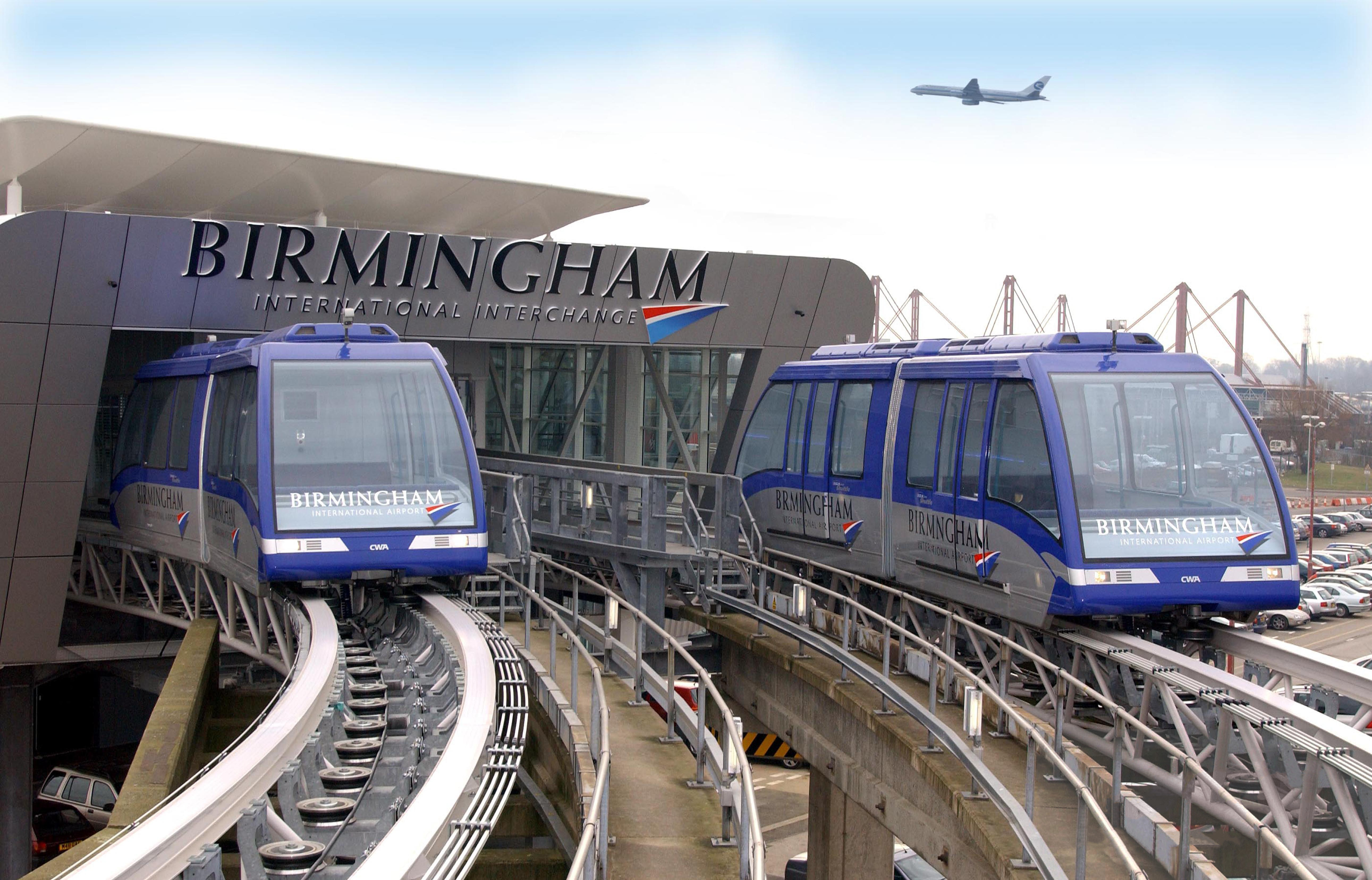
AirRail Link通过行驶在一对轨道上的旅客捷運系統连接伯明翰机场和机场火车站

AirRail Link是连接伯明翰机场、伯明翰国际火车站和英国国家展览中心的客运列车。 目前的系统最初被称为 SkyRail，在2003年取代了早期的伯明翰磁悬浮系统。
伯明翰磁悬浮系统于1984年投入使用，是世界上第一个商业化的磁悬浮交通系统。 该系统是完全自动化的，使用了一个高架混凝土导轨，其中大部分已被重用于目前的AirRail Link系统。
目前的系统是一个完全自动化的往复式地面缆车，将乘客从高层车站大厅，经过一个双向分隔四车道，运送到航站楼。 它全长585米（1,919英尺），可免费使用，每年处理300万名乘客。 白天，每隔几分钟就有一班列车来往。 在非高峰时间，列车按需运行，为了实现这一点，候车的乘客须按下一个标有「Demand」（需求）的按钮。

## 磁悬浮列车

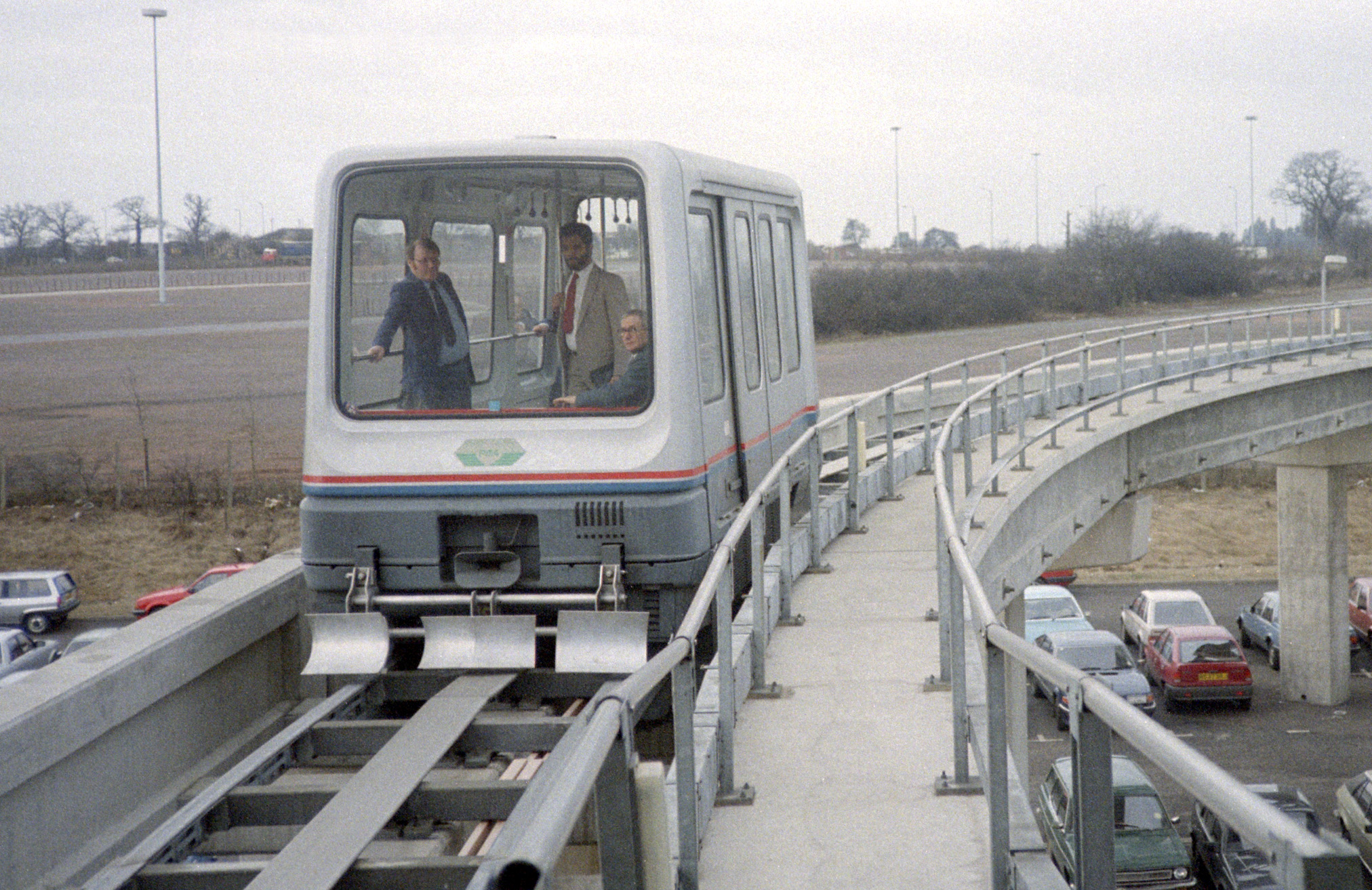
伯明翰国际机场磁悬浮列车

从机场到车站和展览中心的轨道交通初步可行性研究是在1979年由当时的机场所有者西米德兰兹郡议会开始的。中选的解决方案基于英国政府委托位于德比的英国铁路研究部实验室进行的实验工作。
合同于1981年与一个财团签订，财团中包括英国通用电气公司、 保富集团、 Brush Electrical Machines 和都城嘉慕的合资公司"People Mover Group"，与约翰莱恩铁路。 这些车厢是由都城嘉慕在他们位于伯明翰的 Washwood Heath 工厂生产的。 该系统于1984年8月16日启用。
建成后，轨道长度为600米（2000英尺） ，列车以15毫米（0.59英寸）的高度"飞行"。 这条线路成功地运行了将近11年，但是由于电子系统的过时问题，以及缺少备件，使得它在晚年变得不可靠。 该系统于1995年7月关闭，当时一项调查得出结论，恢复运行和维护磁悬浮列车的成本过高。 最初，磁悬浮列车的车辆被机场所有者伯明翰机场公司存放在机场场地内。
关闭后，原有的导轨处于闲置状态，临时穿梭巴士服务继续运作，直至找到合适的替代方案。 该导轨于2003年SkyRail缆车旅客捷运系统启用时重新得到使用 。
在约克的大英铁路博物馆可以找到磁悬浮列车的其中一节车厢——三号车厢——以及该系统的一个模型。 2010年下半年，另一辆自从该系统关闭后一直闲置在机场的运输车在 eBay 上拍卖。  2号车厢售得25,100英镑，现在被收藏在沃里克郡的一个私人买家那里，所得款项捐给了两个慈善机构。 一号车厢现位于 Railworld。

## 替代系统

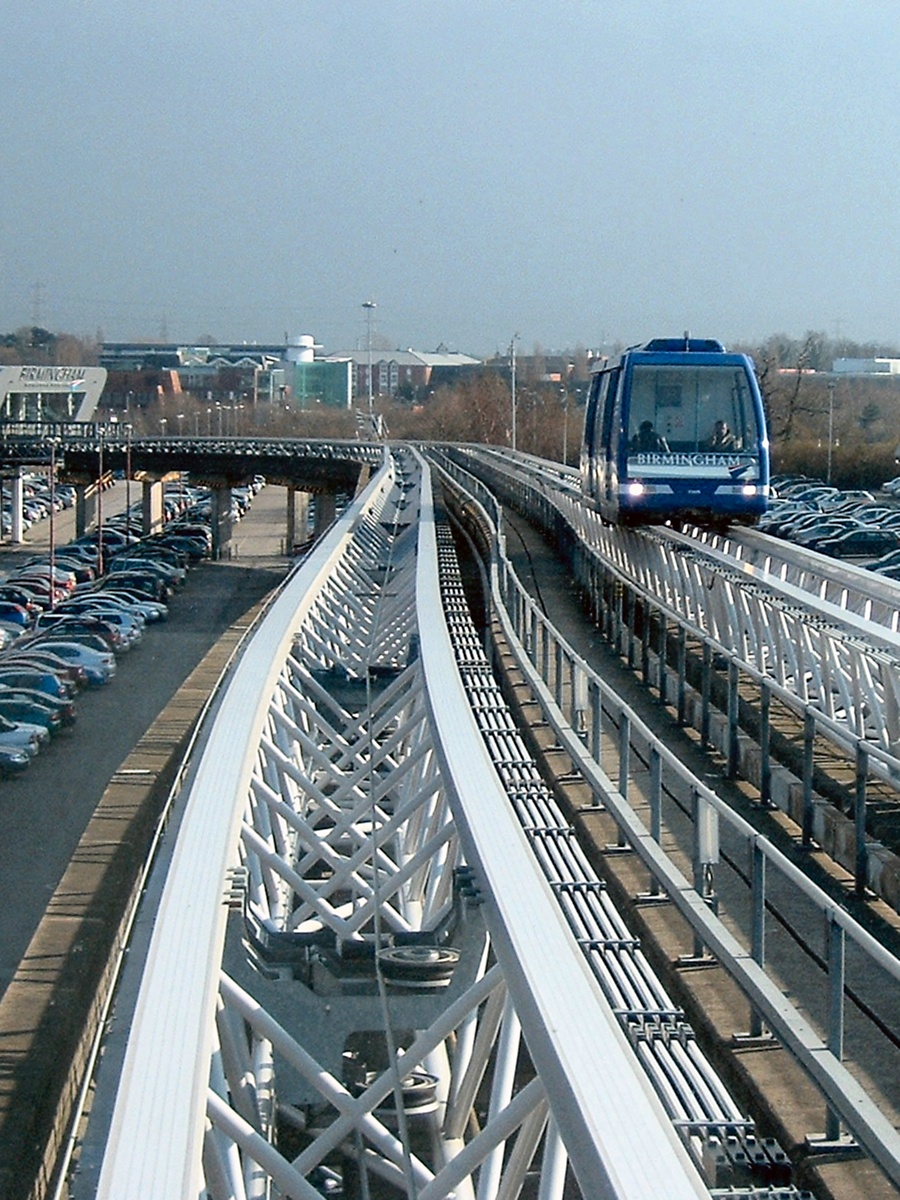
新系统安装在现有的20世纪80年代的混凝土磁悬浮轨道结构上。

更换工程已于2001年3月30日展开，并于2003年3月7日完成，同日开始首日公开运作。 这项工程合同耗资1100万英镑。
目前的AirRail Link是一个往复式地面缆车。 它建在以前的磁悬浮轨道梁的顶部，因车站大厅下层巴士站的扩建部分而略微缩短了。 它采用了多贝玛亚/格拉文达集团的Cable Liner城市缆车技术，有两条独立的绳索牵引平行轨道和在每条轨道各一台的双车厢乘客单元。
伯明翰机场是DCC的第一个机场系统，取代了自1995年以来一直运营的临时公交服务。 新系统促使前往机场的乘客将汽车留在家中，使用公共交通工具。
这条585米长(1921英尺)的缆车只需90秒就能将旅行者从公共运输交汇处带到报到大厅。 这是一个有两个车站的双轨线路，由两列缆车组成，每列两节车厢，以每小时36公里(22英里)的速度独立运行。 这些列车的最低时间间隔为120秒，包括在每个车站停留的时间30秒、行车时间90秒。 每节车厢可搭载27名乘客，每名旅客占用车厢面积为0.33平方米(3.6平方英尺) ，因此每列缆车可搭载54名乘客。